# Dąbrowy Janikowskie
Dąbrowy Janikowskie este o arie protejată (sit de importanță comunitară — SCI) din Polonia întinsă pe o suprafață de 251,5 ha, integral pe uscat.

## Localizare
Centrul sitului Dąbrowy Janikowskie este situat la coordonatele 50°58′25″N 17°23′17″E / 50.9735°N 17.3881°E.

## Înființare
Situl Dąbrowy Janikowskie a fost declarat sit de importanță comunitară în octombrie 2009 pentru a proteja 1 specie de animale.

## Biodiversitate
Situată în ecoregiunea continentală, aria protejată conține 1 habitat natural: Păduri acidofile de stejar bătrân cu Quercus robur pe câmpii nisipoase.
La baza desemnării sitului se află o specie protejată de  nevertebrate: rădașcă (Lucanus cervus).